# الخلافات المتعلقة بمتلازمة التعب المزمن/التهاب الدماغ والنخاع العضلي

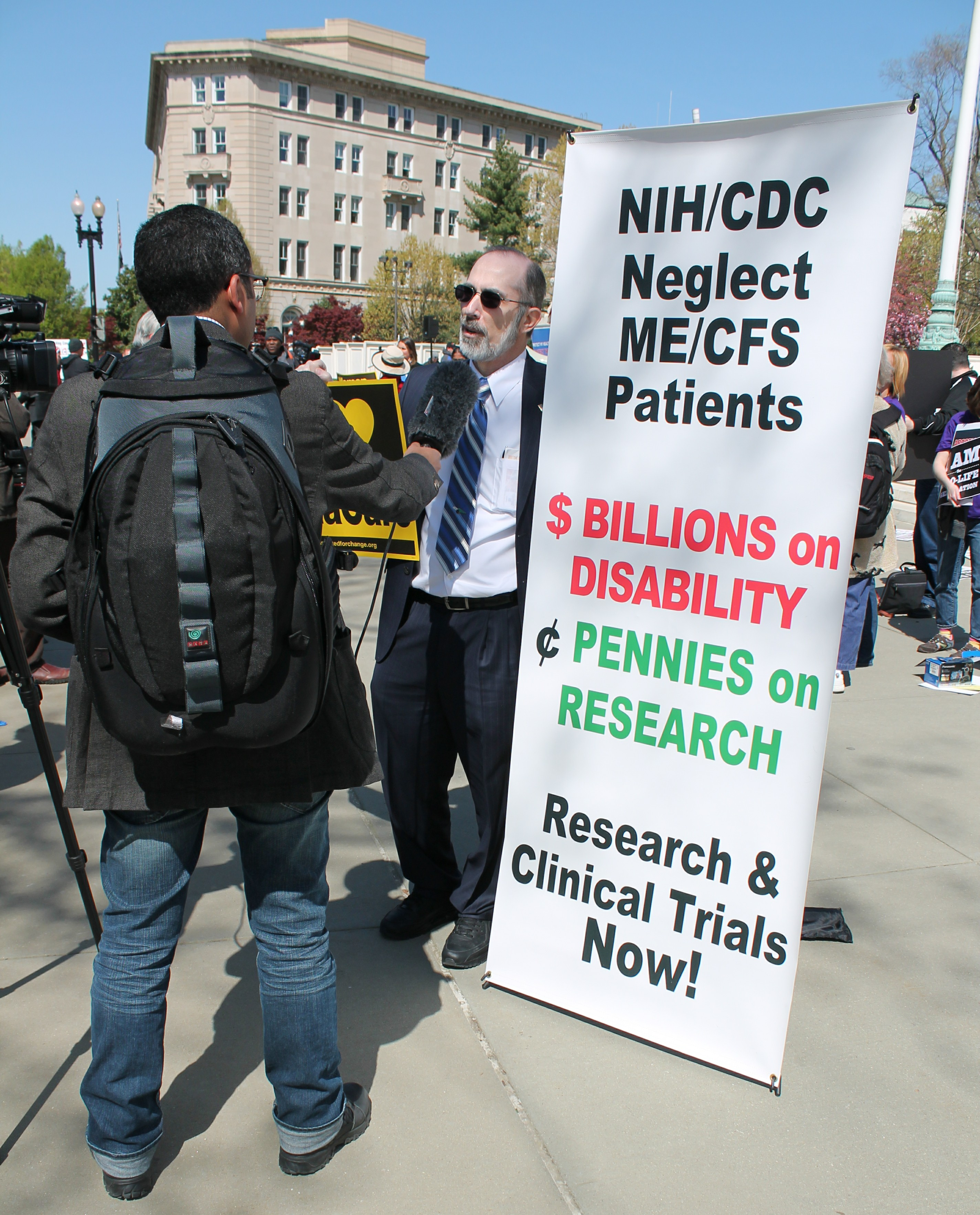
رجل يشارك في احتجاج على إصلاح الرعاية الصحية، ويدعو إلى زيادة التمويل لأبحاث متلازمة التعب المزمن

التهاب الدماغ والنخاع الشوكي/متلازمة التعب المزمن (ME/CFS) هو مرض له تاريخ من الجدل. على الرغم من تصنيفه كمرض عضوي من قبل غالبية الباحثين، إلا أنه كان يُفترض تاريخيًا أنه نفسي اجتماعي، وهو رأي لا يزال متمسكًا به بين العديد من الأطباء. لا تزال الفسيولوجيا المرضية لمتلازمة التعب المزمن/التهاب الدماغ والنخاع العضلي غير واضحة، وهناك العديد من معايير التشخيص المتنافسة، وبعض العلاجات المقترحة مثيرة للجدل. هناك نقص في التعليم والمعلومات الدقيقة حول هذه الحالة بين عدد كبير من الممارسين الطبيين، مما أدى إلى اتهامات مؤكدة بإهمال المرضى وإيذائهم.

## الإهمال وقلة الوعي
يعاني متلازمة التعب المزمن/التهاب الدماغ والنخاع العضلي من نقص الوعي بين المتخصصين في المجال السريري. وعلى الرغم من كونه مرضًا شائعًا ومعوقًا نسبيًا، إلا أن نسبة كبيرة من المتخصصين إما يجهلونه أو يتجاهلونه. وهذا غالبًا ما يؤدي إلى إهمال المرضى، وهو ما يحدث في البيئات السريرية والحكومية والبيروقراطية والبحثية.

### الافتقار إلى الوعي في البيئات السريرية
على الرغم من وجود أدلة كافية على أن متلازمة التعب المزمن/التهاب الدماغ والنخاع العضلي هو مرض عضوي، فإن العديد من الأطباء السريريين لا يدركون أنه حقيقي أو يقللون من خطورته وجدت مراجعة للأدبيات في عام 2020 أن «ثلث إلى نصف جميع الأطباء العامين لم يقبلوا متلازمة التعب المزمن/التهاب الدماغ والنخاع العضلي ككيان سريري حقيقي، وحتى عندما فعلوا ذلك، فقد افتقروا إلى الثقة في تشخيصه أو إدارته».
لا تدرس نسبة كبيرة من كليات الطب عن متلازمة التعب المزمن، ولا توفر الغالبية العظمى من كليات الطب التعرض السريري لمرضى متلازمة التعب المزمن. في عام 2021، وجد المعهد الوطني للصحة وجودة الرعاية في المملكة المتحدة أن «طلاب الطب أفادوا بوجود تدريب رسمي ضئيل أو معدوم حول متلازمة التعب المزمن في المناهج الطبية وأن معرفتهم غالبًا ما تأتي من وسائل الإعلام».
يؤثر التدريب على المواقف تجاه متلازمة التعب المزمن/التهاب الدماغ والنخاع العضلي. أجرت إحدى الدراسات ندوة قصيرة نسبيًا قدمت فيها معلومات واقعية عن المرض لمجموعة من طلاب الطب في السنة الرابعة. وخلص المؤلفون إلى أن المعلومات المقدمة كانت مرتبطة بموقف أكثر إيجابية تجاه متلازمة التعب المزمن/التهاب الدماغ والنخاع العضلي.

### إهمال المرضى

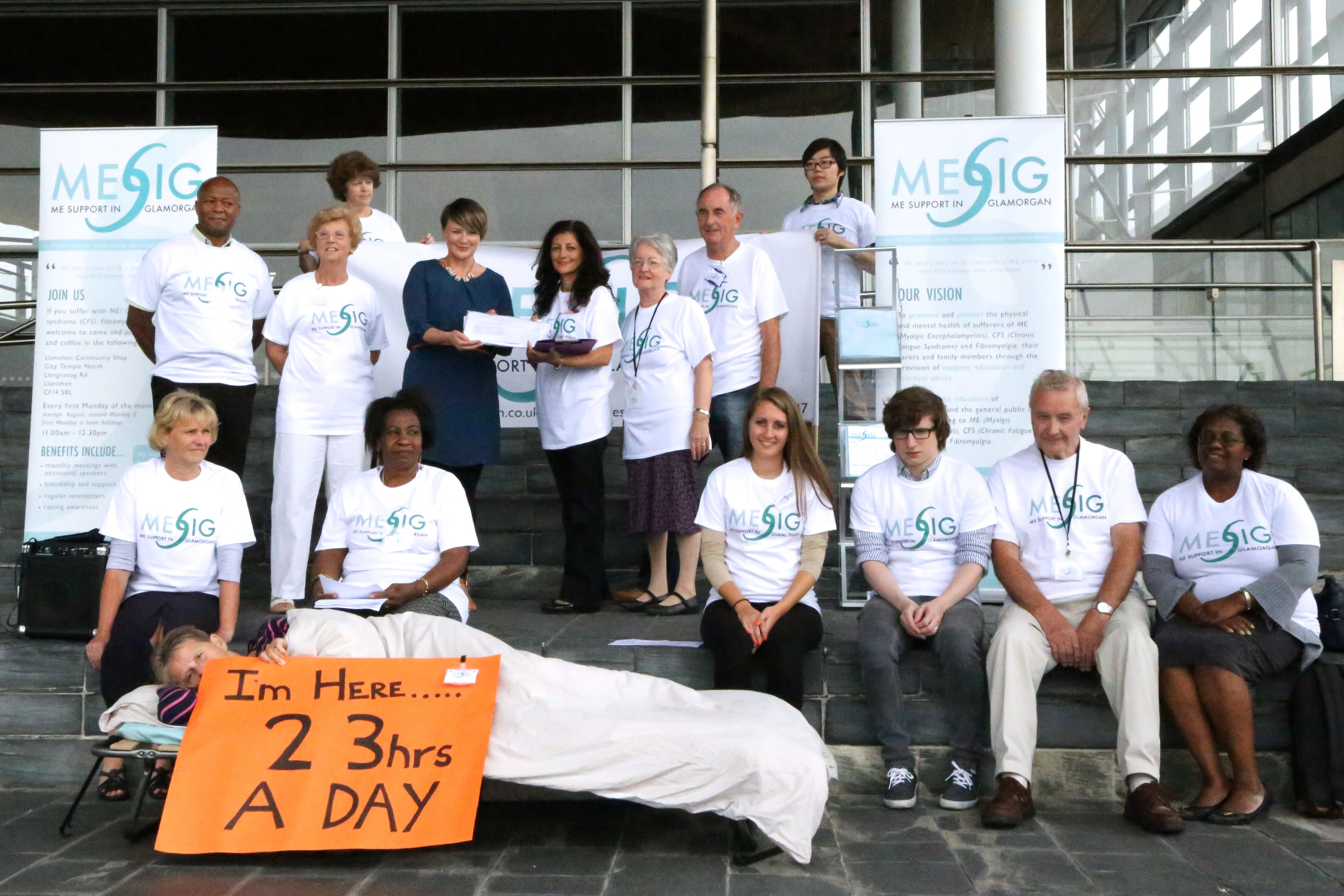
المدافعون يقدمون عريضة إلى البرلمان الويلزي يطلبون فيها رعاية متخصصة للأشخاص المصابين بمتلازمة التعب المزمن والألم العضلي الليفي

تعرضت الحكومات والمؤسسات الطبية والمجتمع الطبي لانتقادات بسبب إهمال الأشخاص المصابين بمتلازمة التعب المزمن. وصف جورج مونبيوت، الصحفي في صحيفة الجارديان، الإهمال وعواقبه بأنه «أكبر فضيحة طبية في القرن الحادي والعشرين». يصف الأفراد المصابون بهذه الحالة النضال من أجل الرعاية الصحية والشرعية بسبب ما يوصف بالإنكار البيروقراطي للحالة بسبب افتقارها إلى مسببات معروفة. تحافظ المؤسسات على استبعاد دعم المرضى من خلال الحجج الخطابية حول انفتاح العلم لتأخير النتائج الجديدة للواقع.
توصل تحقيق أجرته مجموعة من برلمان المملكة المتحدة في عام 2006 إلى عدم وجود دعم كافٍ في المملكة المتحدة لمرضى متلازمة التعب المزمن من حيث الوصول إلى المزايا الحكومية والرعاية الصحية.

## اتهامات الهستيريا الجماعية
أطلق الأطباء النفسيون ماك إيفيدي وبيرد في عام 1970 على الحالات الوبائية من التهاب الدماغ والنخاع الشوكي اسم الهستيريا الجماعية، مما أثار انتقادات في رسائل إلى محرر المجلة الطبية البريطانية من قبل الأطباء والباحثين والممرضات الذين مرضوا.
تعرض الأطباء النفسيون لانتقادات لعدم التحقيق في المرضى الذين وصفوهم، وقد تم دحض استنتاجاتهم. في عام 1978، خلصت ندوة عقدت في الجمعية الملكية للطب (RSM) إلى أن التهاب الدماغ والنخاع الوبائي هو كيان مرضي مميز.
ومع ذلك، استمرت فكرة أن متلازمة التعب المزمن قد تكون ناتجة عن عوامل ثقافية في بعض الأوساط. في كتابها الصادر عام 1997 بعنوان التاريخ: الأوبئة الهستيرية والثقافة الحديثة، تزعم الناقدة الأدبية والنسوية إيلين شولتر أن متلازمة التعب المزمن هي «سرد هستيري»، وهو مظهر حديث من مظاهر الهستيريا، و«عرض ثقافي مستمر للقلق والتوتر» يُنسب تاريخيًا إلى النساء.

## البحوث ذات الصلة

### نقص التمويل
تعرضت الحكومات والمنظمات الصحية لانتقادات بسبب نقص التمويل لأبحاث متلازمة التعب المزمن/التهاب الدماغ والنخاع العضلي. يعد متلازمة التعب المزمن/التهاب الدماغ والنخاع العضلي أحد أكثر الأمراض التي تعاني من نقص التمويل مقارنة بعبء المرض. لا تتجاوز الأموال المخصصة للأمراض المماثلة 3–7% تقريبًا. وفي الوقت نفسه، يُقدر التأثير الاقتصادي لمتلازمة التعب المزمن/التهاب الدماغ والنخاع العضلي بنحو 149–362 مليار دولار أمريكي في الولايات المتحدة وحدها.

### فيروس إكس إم آر في الرجعي

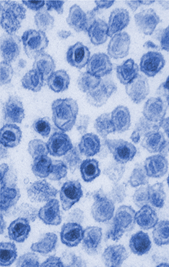
فيروس إكس إم آر في الرجعي، وهو فيروس ادعى الباحثون أنه مرتبط بمتلازمة التعب المزمن في ورقة بحثية تم سحبها لاحقًا

في عام 2009، نشرت مجلة ساينس دراسة حددت فيروس إكس إم آر في الرجعي في عينات دم من مجموعة من الأشخاص المصابين بمتلازمة التعب المزمن. وبعد نشر مجلة ساينس، أثار اهتمام وسائل الإعلام الاهتمام بفيروس إكس إم آر في في جميع أنحاء العالم.
استجابت العديد من البلدان بسرعة لحماية إمدادات الدم من فيروس إكس إم آر في الرجعي من خلال منع الأشخاص المصابين بمتلازمة التعب المزمن من التبرع بالدم. مولت الولايات المتحدة دراسة بقيمة 1.3 مليون دولار لمحاولة التحقق من صحة النتائج، وبدأ بعض الأشخاص المصابين بالمرض في تناول الأدوية المضادة للفيروسات على أمل تحسن الأعراض. وشملت المنظمات التي تبنت هذه التدابير أو تدابير مماثلة خدمات الدم الكندية، وخدمة الدم النيوزيلندية، وخدمة الدم التابعة للصليب الأحمر الأسترالي والجمعية الأمريكية لبنوك الدم. في نوفمبر 2010، أرجأت خدمة الدم الوطنية في المملكة المتحدة بشكل دائم مرضى متلازمة التعب المزمن/متلازمة التعب المزمن من التبرع بالدم لمنع الضرر المحتمل للمتبرع.
فشلت العديد من الدراسات في إعادة إنتاج هذه النتيجة، وتزايدت الاتهامات بسوء السلوك من قبل أصحاب المصلحة المختلفين بالغضب والمرارة.
في عام 2011، سحب محرر مجلة ساينس رسميًا بحثها عن فيروس إكس إم آر في الرجعي بينما سحبت وقائع الأكاديمية الوطنية للعلوم أيضًا بحثًا صدر عام 2010 بدا وكأنه يدعم اكتشاف وجود صلة بين فيروس إكس إم آر في الرجعي ومتلازمة التعب المزمن. وخلصت الدراسات في النهاية إلى أن الأشخاص أو إمدادات الدم لم يصابوا بفيروس إكس إم آر في الرجعي، وأن أصل الفيروس كان على الأرجح ملوثًا معمليًا في الإمدادات المستخدمة في عملية تفاعل البوليمراز المتسلسل (PCR) للدراسات التي وجدت الفيروس في الدم.

### تجربة بي إيه سي إي

النتائج التي تم الإبلاغ عنها من خلال تجربة بي إيه سي إي

كانت بي إيه سي إي تجربة كبيرة للتحقيق في فعالية وسلامة ثلاثة علاجات مضافة إلى الرعاية الطبية المتخصصة (SMC): العلاج السلوكي المعرفي (CBT)، والعلاج بالتمارين التدريجية (GET)، والعلاج بالتمرين التكيفي (APT). نُشرت النتائج في فبراير 2011 وخلصت إلى أن العلاج السلوكي المعرفي والعلاج بالتمرين التدريجي كانا فعالين «بشكل معتدل» مقارنة بالرعاية الطبية المتخصصة وحدها، بينما لم يُكتشف أن العلاج بالتمرين التكيفي فعال عند إضافته إلى الرعاية الطبية المتخصصة.
أثارت التجربة انتقادات كبيرة. انتقدت الرسائل الموجهة إلى المحرر تعريفات النتائج الثانوية، وشككت في التغييرات التي طرأت على البروتوكول بعد التجربة، وأعربت عن قلقها بشأن إمكانية تعميم النتائج. انتقدت مجموعات المرضى وIACFS/ME (منظمة من الباحثين ومهنيي الرعاية الصحية المهتمين بمتلازمة التعب المزمن) التجربة بسبب الاستنتاجات المبالغ فيها والمبسطة للغاية، واستخدام نموذج معيب للمرض النفسي الاجتماعي يتجاهل الأدلة البيولوجية، واختبار نسخة غير تمثيلية من تنظيم ضربات القلب، ولأن النتائج تتعارض بشكل خطير مع استطلاعات أعضائها والتي تُظهر أن تنظيم ضربات القلب فعال وأن العلاج السلوكي المعرفي أو العلاج بالهرمونات يمكن أن يسبب تدهورًا لدى العديد من المرضى الذين يستخدمون العلاجات.
قدم أحد الباحثين رسالة مكونة من 442 صفحة إلى مجلس البحوث الطبية يوضح فيها انتقاداته للتجربة، وشكوى أقصر مكونة من 43 صفحة إلى مجلة لانسيت. رفض مجلس البحوث الطبية ومجلة لانسيت هذه المطالبات. وردت افتتاحية لانسيت على الانتقادات السلبية باقتراح أن بعض المنتقدين قد يكونون جزءًا من «حملة نشطة لتشويه سمعة البحث». في عام 2011، دافع محرر لانسيت ريتشارد هورتون عن التجربة، واصفًا المنتقدين بأنهم «مجموعة صغيرة إلى حد ما، ولكنها منظمة للغاية، وصريحة للغاية ومدمرة للغاية من الأفراد الذين، كما أقول، اختطفوا هذه الأجندة وشوهوا المناقشة بحيث تضر في الواقع بالأغلبية العظمى من المرضى».
وقد جاءت انتقادات أحدث للتجربة من المجتمع العلمي. على سبيل المثال، وصف عالم الإحصاء الحيوي بروس ليفين من جامعة كولومبيا الدراسة بأنها «قمة الهواة في التجارب السريرية»، وكتب رونالد ديفيس من جامعة ستانفورد، «لقد صدمت من نشر مجلة لانسيت لها... إن دراسة بي إيه سي إي بها الكثير من العيوب وهناك الكثير من الأسئلة التي قد ترغب في طرحها حولها لدرجة أنني لا أفهم كيف مرت بأي نوع من المراجعة من قبل الأقران». في تحليل لتصميم الدراسة، كتبت عالمة الرياضيات الأستاذة ريبيكا جولدين أن «هناك مشاكل في الدراسة على جميع المستويات تقريبًا... كانت العيوب في هذا التصميم كافية لإفشال نتائجها منذ البداية». كتب الأستاذ جوناثان إدواردز من جامعة كلية لندن (UCL) أن تجربة بي إيه سي إي «هي تجربة غير عمياء مع مقاييس نتائج ذاتية. وهذا يجعلها غير قابلة للتنفيذ في نظر أي طبيب أو أخصائي في الصيدلة السريرية على دراية بمشاكل التحيز المنهجي في تنفيذ التجربة».
تم طلب البيانات البحثية الكاملة لتجربة بي إيه سي إي من قبل كل من المرضى الذين يعملون كعلماء مواطنين، ومن قبل باحثين آخرين ولكن تم رفضها في البداية حتى أمرت محكمة عام 2016 بإصدار البيانات. نشر العديد من الباحثين إعادة تحليل لبيانات تجربة بي إيه سي إي، لكنهم توصلوا إلى استنتاج مفاده أن علاجات العلاج السلوكي المعرفي والعلاج بالتمارين التدريجية لم تكن فعالة وربما ليست آمنة. أظهرت بيانات نتائج تجربة بي إيه سي إي الكاملة أن العلاجات لم تسفر عن تمكن المرضى من العودة إلى العمل أو الدراسة، وأنهم لم يتمكنوا من المشي بشكل ملحوظ بعد العلاج. كانت هذه المعلومات الجديدة واحدة من عدة عوامل أدت إلى قرار المملكة المتحدة بإكمال مراجعة كاملة وتحديث لإرشاداتها التشخيصية والعلاجية لمتلازمة التعب المزمن/التهاب الدماغ والنخاع العضلي. لم تعد إرشادات عام 2021 تتضمن العلاج بالتمارين التدريجية أو العلاج السلوكي المعرفي كعلاجات.

### تحويلات تمويل الأبحاث في مراكز السيطرة على الأمراض والوقاية منها
في عام 1998، زعم ويليام ريفز، أحد مديري مراكز السيطرة على الأمراض والوقاية منها، أن مسؤولين في الوكالة قدموا شهادات مضللة أمام الكونجرس بشأن أنشطة البحث في متلازمة التعب المزمن التي أجرتها المنظمة؛ وتحديدًا، تم تحويل الأموال المخصصة للبرامج المخصصة لأبحاث متلازمة التعب المزمن إلى مشاريع أخرى ولم يتم الإبلاغ عنها. كما ذكر أنه تعرض للانتقام من رئيسه، بريان ماهي، بعد أن أبلغ عن المخالفات.
كشف تحقيق أجراه مكتب محاسبة الحكومة (GAO) عن أن ما يقرب من 13 مليون دولار أمريكي مخصصة لأبحاث متلازمة التعب المزمن قد تم إعادة توجيهها أو تم محاسبتها بشكل غير صحيح من قبل مراكز السيطرة على الأمراض والوقاية منها. وذكرت الوكالة أن الأموال أعيد توزيعها من أجل الاستجابة لحالات الطوارئ الصحية العامة الأخرى. واتهم مدير مجموعة الدفاع عن حقوق المرضى الوطنية في الولايات المتحدة مراكز السيطرة على الأمراض والوقاية منها بالتحيز ضد دراسة المرض.
ردًا على ذلك، تعهدت مراكز السيطرة على الأمراض والوقاية منها بإصلاح ممارسات المحاسبة للحد من إساءة استخدام الأموال المخصصة لأمراض معينة. بالإضافة إلى ذلك، كان من المقرر استعادة الأموال المحولة من أبحاث متلازمة التعب المزمن على مدى ثلاث سنوات.[بحاجة لتحديث]

### مضايقة الباحثين
اشتكى الباحثون من تعرضهم للمضايقات والإساءة من قبل النشطاء أثناء عملهم على متلازمة التعب المزمن/التهاب الدماغ والنخاع العضلي. وفي حين أن الإساءة موجهة في المقام الأول إلى الباحثين الذين يبحثون في الجوانب النفسية لمتلازمة التعب المزمن/التهاب الدماغ والنخاع العضلي ، فقد أثرت أيضًا على العلماء الذين يحققون في الآليات البيولوجية، مثل ميرا ماكلور، التي تلقت سيلًا «مروعًا بشكل مذهل» من الإساءة من المرضى الذين اعتقدوا أنها لديها مصلحة شخصية في عدم العثور على الفيروس. تقول ماكلور إنها لن تواصل أي بحث آخر في متلازمة التعب المزمن/التهاب الدماغ والنخاع العضلي.
في عام 2012، أبلغ العديد من الباحثين في المملكة المتحدة المشاركين في تجربة بي إيه سي إي، والذين تبنوا المنظور النفسي الاجتماعي المثير للجدل، للصحافة أنهم تعرضوا للإساءة اللفظية من قبل المرضى، وأفاد أحدهم أنه تلقى تهديدات بالقتل. حقق قاضي المحكمة في ادعاءات التحرش فيما يتعلق بمحاكمة بي إيه سي إي. وحكموا بأن ادعاءات التحرش «مبالغ فيها بشدة من قبل مؤلفي التجربة وشهودهم الخبراء». وجد بليز وجيراجتي «عدم وجود دليل مقنع» على أن الغالبية العظمى من مرضى متلازمة التعب المزمن/التهاب الدماغ والنخاع العضلي أو منظماتهم المدافعة قد تبنوا «سياسات أو سلوكيات سياسية متشددة»، وأفادوا أن نشطاء متلازمة التعب المزمن/التهاب الدماغ والنخاع العضلي استخدموا خطابًا عامًا ومنشورات علمية مماثلة لناشطي «الإيدز» في الثمانينيات. وخلصوا إلى أن التصورات السلبية للمؤسسة الطبية للأشخاص المصابين بمتلازمة التعب المزمن/التهاب الدماغ والنخاع العضلي، واللامبالاة بآراء المرضى تصور استياء مجتمع متلازمة التعب المزمن/التهاب الدماغ والنخاع العضلي.

## الأضرار على المرضى

### العلاجات الضارة
ظهرت تقارير عن الضرر الطبي الذي يلحق بالمرضى نتيجة لاستخدام العلاج السلوكي المعرفي (CBT) كعلاج أساسي واستخدام العلاج بالتمارين التدريجي (GET). أدت تجربة سريرية مثيرة للجدل لعملية البرق عند الأطفال، إلى حظرها على وجه التحديد في إرشادات المعهد الوطني للرعاية الصحية المتميزة. تم تصحيح عدد من المنشورات التي نشرتها إستر كراولي للترويج لعملية البرق بسبب بيانات أخلاقية غير دقيقة.

### الوفيات والانتحار
تظهر الدراسات أن الإهمال الطبي، والتقليل من أهمية المرض، والتعامل معه على أساس نفسي قد ساهم في زيادة خطر الانتحار لدى المرضى الذين يعانون من متلازمة التعب المزمن. وفي بعض الحالات الشديدة، أدى إهمال الأطباء إلى مضاعفات المرض التي أدت في النهاية إلى وفاة المريض. بعض المرضى الذين يعانون من متلازمة التعب المزمن الشديدة والشديدة غير قادرين على البلع أو الهضم بشكل صحيح، عندما يتم إهمال ذلك أو تشخيصه بشكل خاطئ على أنه حالة نفسية (مثل فقدان الشهية العصابي)، يمكن أن يتبع ذلك سوء التغذية، مع خطر الوفاة. الرعاية المناسبة للمرضى الذين يعانون من مشاكل التغذية الشديدة تتطلب التغذية الوريدية الكاملة للحالات قصيرة الأمد واستخدام أنابيب التغذية للحالات طويلة الأمد.
من الحالات الجديرة بالملاحظة حالة مايف بوثبي أونيل، وهي امرأة تبلغ من العمر 27 عامًا توفيت بسبب متلازمة التعب المزمن الشديدة في عام 2021. ومع تدهور حالتها تدريجيًا، أصبحت مريضة للغاية بحيث لم تتمكن من إطعام نفسها وترطيب نفسها بشكل صحيح. في البداية أعطاها أطباء هيئة الخدمات الصحية الوطنية مساعدات تغذية، لكنهم أصروا على إطعامها أكثر مما يمكن لجسدها تحمله مما أدى إلى تفاقم حالتها من خلال الشعور بالضيق بعد بذل مجهود. كان الخيار الوحيد الممكن المتبقي هو التغذية الوريدية الكاملة، ولكن بسبب اعتقاد الطبيب بأن حالتها كانت نفسية إلى حد كبير، فقد رفضوا هذا الطريق. بعد شهر، توفيت بسبب سوء التغذية. تم فتح تحقيق في وفاة مايف بوثبي أونيل من قبل أطباء إكستر وديفون، وهو مستمر حاليًا. شهد الدكتور أنتوني هيمسلي، مدير مؤسسة رويال ديفون وإكستر للخدمات الصحية الوطنية، أن هيئة الخدمات الصحية الوطنية ليس لديها سياسة ولا مرافق لعلاج المرضى ذوي الحالات الشديدة (الملازمين للمنزل) أو الحالات الشديدة للغاية (الملازمين للفراش) في أي مكان في المملكة المتحدة.

### التشخيص الخاطئ، والتشخيص الناقص، والتأخير في التشخيص
بسبب نقص الوعي والتثقيف حول متلازمة التعب المزمن/التهاب الدماغ والنخاع العضلي في المجتمع الطبي، فإن تأخير التشخيص والتشخيص الخاطئ شائعان. نسبة كبيرة من مرضى متلازمة التعب المزمن/التهاب الدماغ والنخاع العضلي غير مشخصين؛ وبالتالي فإن انتشاره الحقيقي غير معروف. يمكن تشخيص مرضى متلازمة التعب المزمن/التهاب الدماغ والنخاع العضلي بشكل خاطئ بمجموعة متنوعة من الحالات، وتشمل الحالات الشائعة الأمراض النفسية الجسدية والاكتئاب والإرهاق والوهن العصبي. من الشائع أن يستغرق التشخيص أكثر من 5 سنوات بعد ظهور المرض، وزيارات لعدد كبير من المتخصصين الطبيين.

### الاستشفاء النفسي غير الطوعي
تم الإبلاغ عن حالات إدخال مرضى متلازمة التعب المزمن/التهاب الدماغ والنخاع العضلي إلى المستشفى النفسي القسري. في هذه الحالات، افترض الأطباء خطأً أن متلازمة التعب المزمن/التهاب الدماغ والنخاع العضلي له أصل نفسي، أو أخطأوا في تشخيص مرض عقلي.
من الحالات الجديرة بالملاحظة حالة صوفيا ميرزا [الإنجليزية]. فقد أخرجها أطباؤها بالقوة من منزلها وعزلوها لمدة أسبوعين، وكانوا يعتقدون أن حالتها نفسية جسدية، وهو الإجراء الذي قالت والدتها وشقيقتها إنه أدى إلى تفاقم حالتها بشكل خطير، بسبب الشعور بالضيق بعد بذل مجهود. تدهورت صحتها بعد خروجها من وحدة الطب النفسي، وتوفيت بعد عامين. كشف تحقيق في وفاتها أن سبب وفاتها هو الفشل الكلوي بسبب الجفاف نتيجة لمتلازمة التعب المزمن.

## التسمية
كان هناك الكثير من الجدل التاريخي حول ما إذا كان ينبغي استخدام مصطلح التهاب الدماغ والنخاع الشوكي المؤلم أو متلازمة التعب المزمن لوصف المرض، وبالتالي، غالبًا ما يتم استخدام المصطلح الوسطي التهاب الدماغ والنخاع الشوكي المؤلم/متلازمة التعب المزمن.
يتعرض مصطلح متلازمة التعب المزمن لانتقادات بسبب تركيزه على عَرَض واحد، في حين أدى استخدامه إلى إرباك الكثيرين بين متلازمة التعب المزمن والتعب المزمن العام. يقلل مصطلح «التعب» من أهمية المرض ويثبط عزيمة البحث في العلاجات المحتملة. وفقًا لمسح أجري على المتدربين الطبيين في إحدى المدارس في الولايات المتحدة، فإن الحالة التي توصف بأنها «متلازمة التعب المزمن» تعتبر أقل خطورة من الحالة التي توصف بأنها «اعتلال الدماغ العضلي».
كما تعرض مصطلح التهاب الدماغ والنخاع الشوكي المؤلم للانتقاد، حيث لا يعاني كل من يعانون من هذا المرض من أعراض آلام العضلات. بالإضافة إلى ذلك، قبل اعتبار متلازمة التعب المزمن/التهاب الدماغ والنخاع العضلي حالة بيولوجية، كان يُنظر إلى اسم ME على أنه يعزز المرض لأنه «يضفي الشرعية» على أعراض المريض.
في عام 2015، أوصت الأكاديمية الوطنية للطب بتغيير الاسم إلى مرض عدم تحمل الجهد الجهازي (SEID) في تقريرها «ما وراء التهاب الدماغ والنخاع الشوكي/متلازمة التعب المزمن: إعادة تعريف المرض». ومع ذلك، لم يتم اعتماد هذا الاسم الجديد على نطاق واسع.

## تعويضات الإعاقة
تعويض الإعاقة على الرغم من كونها حالة معوقة تجعل حوالي 75% من المرضى غير قادرين على العمل، فإن الأشخاص المصابين بمتلازمة التعب المزمن/التهاب الدماغ والنخاع العضلي غالبًا ما يتم طردهم عند التقدم بطلب للحصول على تعويض الإعاقة.

### الجدل النفسي الاجتماعي في المملكة المتحدة
وعلى الرغم من تصنيف الهيئات الصحية الوطنية لمرض التعب المزمن/متلازمة التعب المزمن على أنه مرض بيولوجي، فإن وزارة العمل والمعاشات تصنفه على أنه مرض نفسي اجتماعي، مما يعني أن المصابين به يستحقون مزايا أقل. وفي تقرير صدر عام 2006 عن المجموعة البرلمانية البريطانية المعنية بالبحث العلمي في التهاب الدماغ والنخاع الشوكي، جاء أن: «وزارة العمل والمعاشات وشركات التأمين الطبي تعرّف متلازمة التعب المزمن/متلازمة التعب المزمن على أنها مرض نفسي اجتماعي. وبالتالي، فإن المطالبين لا يحق لهم الحصول على مستوى أعلى من مدفوعات المزايا. ونحن ندرك أنه إذا ظل مرض التعب المزمن/متلازمة التعب المزمن مرضاً واحداً و/أو ظل كلاهما يُعرَّفان على أنهما مرضان نفسيان اجتماعيان، فإن ذلك سيكون في المصلحة المالية لكل من وزارة العمل والمعاشات وشركات التأمين الطبي». ودعت المجموعة إلى التحقيق فيما أسمته «العديد من الحالات التي لعب فيها مستشارو وزارة العمل والمعاشات أدواراً استشارية في شركات التأمين الطبي. وخاصة شركة أونوم بروفيدنت. ونظراً للمصلحة المكتسبة لشركات التأمين الطبي الخاصة في ضمان بقاء متلازمة التعب المزمن/متلازمة التعب المزمن مصنفة على أنها مرض نفسي اجتماعي، فهناك تضارب صارخ في المصالح هنا».
رد وزير العمل والمعاشات التقاعدية بأن «استحقاق بدل المعيشة للإعاقة يعتمد على التأثيرات التي تخلفها الإعاقة الجسدية أو العقلية الشديدة على حاجة الشخص إلى الرعاية الشخصية و/أو قدرته على المشي، وليس على إعاقات أو تشخيصات معينة. تتاح الميزة للأشخاص المصابين بالتهاب الدماغ والنخاع الشوكي المؤلم (الذي قد يكون له أساس جسدي أو أساس نفسي، أو قد يكون بسبب مجموعة من العوامل) بنفس الشروط تمامًا مثل الأشخاص الآخرين المصابين بإعاقات شديدة، ويمكنهم التأهل لها بشرط استيفائهم لشروط الاستحقاق المعتادة». وهذا يتعارض مع الأدلة العلمية الحالية التي تُظهر أن متلازمة التعب المزمن/التهاب الدماغ والنخاع العضلي «بيولوجية بشكل لا لبس فيه».

## للقراءة الإضافية
- Johnson H (1996). Osler's Web: Inside the Labyrinth of the Chronic Fatigue Syndrome Epidemic. Crown Publishers, New York. ISBN:978-0-517-70353-3.